# Biological Psychiatry
Biological Psychiatry – recenzowane czasopismo naukowe publikujące prace z zakresu psychiatrii biologicznej. Jest oficjalnym czasopismem Society of Biological Psychiatry
„Biological Psychiatry” powstało w 1958 roku. Rok później zmieniło nazwę na „Recent Advances in Biological Psychiatry”. W 1969 roku czasopismo wróciło do swojej pierwotnej nazwy.
Odsetek akceptowanych do publikacji manuskryptów wynosi około 15%. Od 2007 roku na łamach czasopisma ukazują się specjalne wydania.
W 2015 roku periodyk został zacytowany 42 289 razy, jego impact factor za ten rok wyniósł 11,212, plasując go na:
- 5. miejscu na 142 czasopisma psychiatryczne,
- 11. miejscu wśród 256 czasopism neurobiologicznych.

Na polskiej liście czasopism punktowanych przez Ministerstwo Nauki i Szkolnictwa Wyższego z 2015 roku „Biological Psychiatry” przyznano 45 punktów. SCImago Journal Rank czasopisma za 2015 rok wyniósł 5,823, co dało mu 1. miejsce na 36 czasopism w kategorii „psychiatria biologiczna”.